# Barn af natten
Barn af natten er en eksperimentalfilm fra 2013 med ukendt instruktør.

## Handling
Vores dreng søger svar. Vi kan ikke hjælpe ham, men ser til, mens han svæver mellem virkelighed og fantasi.